# Steve Bisley

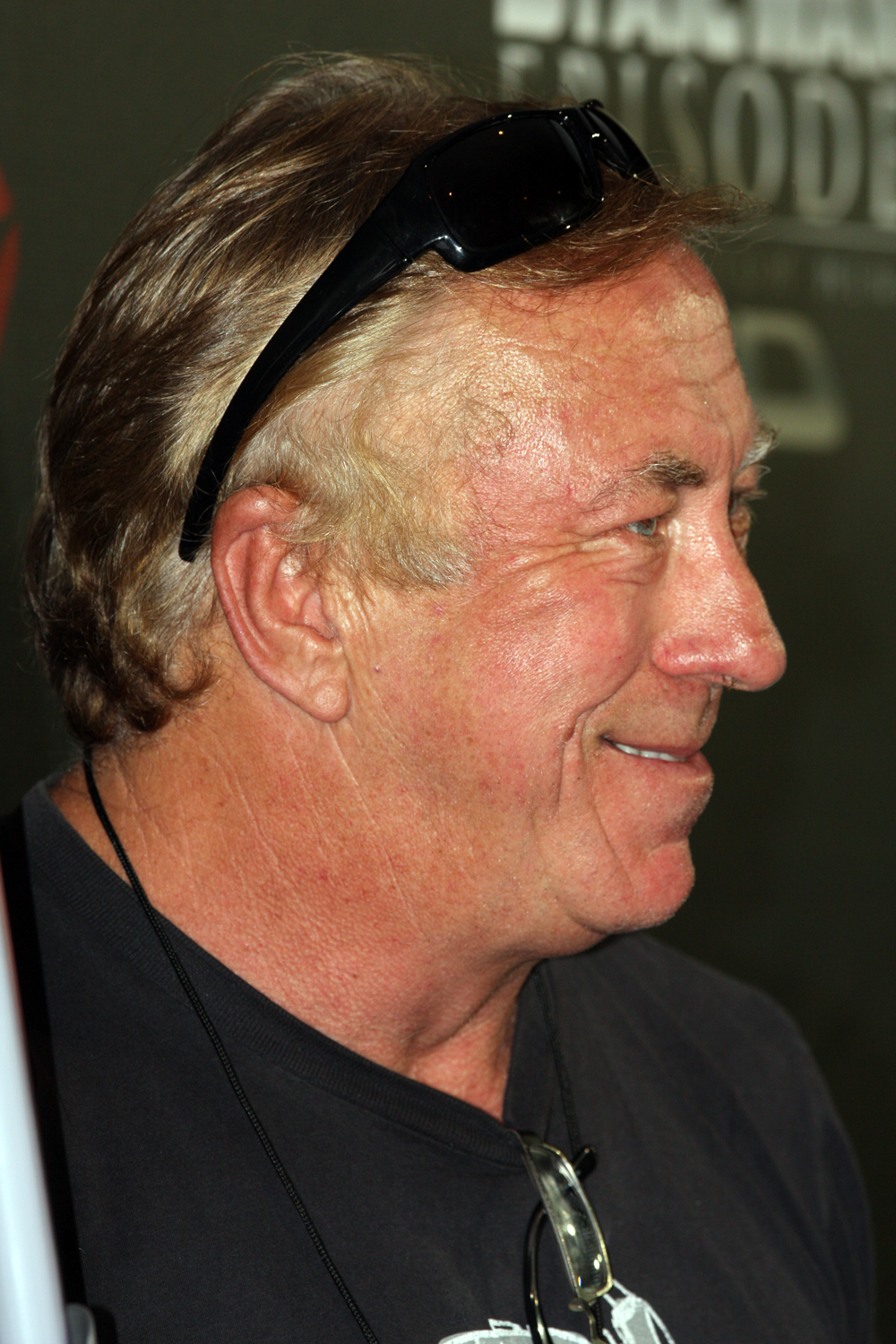
Steve Bisley

Steve Bisley (* 26. Dezember 1951 in Lake Munmorah, New South Wales) ist ein australischer Schauspieler.

## Leben
Bisley absolvierte 1977 ein Schauspielstudium am National Institute of Dramatic Art (NIDA) in Sydney. Anschließend übernahm er vor allem Rollen in australischen Fernsehproduktionen. Internationale Bekanntheit erlangte er erstmals als Polizist Jim Goose im Kinofilm Mad Max (1979) an der Seite seines engen Freundes Mel Gibson. In der Neuverfilmung von Der große Gatsby (2013) spielte er wiederum an der Seite von Leonardo DiCaprio den Mogul Dan Cody.
Seit den späten 1970er-Jahren war Bisley in mehr als 60 Film- und Fernsehproduktionen zu sehen. 1984 und 1990 wurde er jeweils als bester Nebendarsteller mit dem AFI Award ausgezeichnet.
Bisley war zweimal verheiratet und geschieden. Mit seiner ersten Ehefrau Shauna Forrest, einer Kostümbildnerin, hat er vier Kinder. Aus seiner zweiten Ehe mit Sally Burleigh, einer Publizistin, hat er zwei Kinder.

## Filmografie (Auswahl)
- Summer City (1977) .... Boo
- Newsfront (1978) .... The Iceman
- Mad Max (1979) .... Jim Goose
- The Last of the Knucklemen (1979) .... Mad Dog
- Die Kettenreaktion (1980) .... Larry
- Einsatzkommando Seewölfe (1982) .... A.B. W.G. Falls
- Squizzy Taylor (1982) .... 'Snowy' Cutmore
- The Winds of Jarrah (1983) .... Clem Mathieson
- Fast Talking (1984) .... Redback
- Silver City (1984) .... Victor
- Police Rescue – Gefährlicher Einsatz (1989 – 1996) .... Kevin „Nipper“ Harris
- The Big Steal (1990) .... Gordon Farkas
- Over the Hill (1992) .... Benedict
- Sanctuary (1995) .... Robert 'Bob' King
- Frontline (1997) ... Graham „Prowsey“ Prowse
- In the Red (1999) .... Sparky
- Sea Patrol (2007 – 2011) .... Commander Steven „Steve“ Marshall
- The View from Greenhaven (2008) .... Lach
- Subdivision (2009) .... Harry
- Red Hill (2010) .... Sheriff Bill
- I Love You Too (2010) .... Bill
- The Wedding Party (2010) .... Roger
- Der große Gatsby (2013) .... Dan Cody
- The Heart Guy (2016 –) .... Jim Knight